# Кинотеатры Кургана

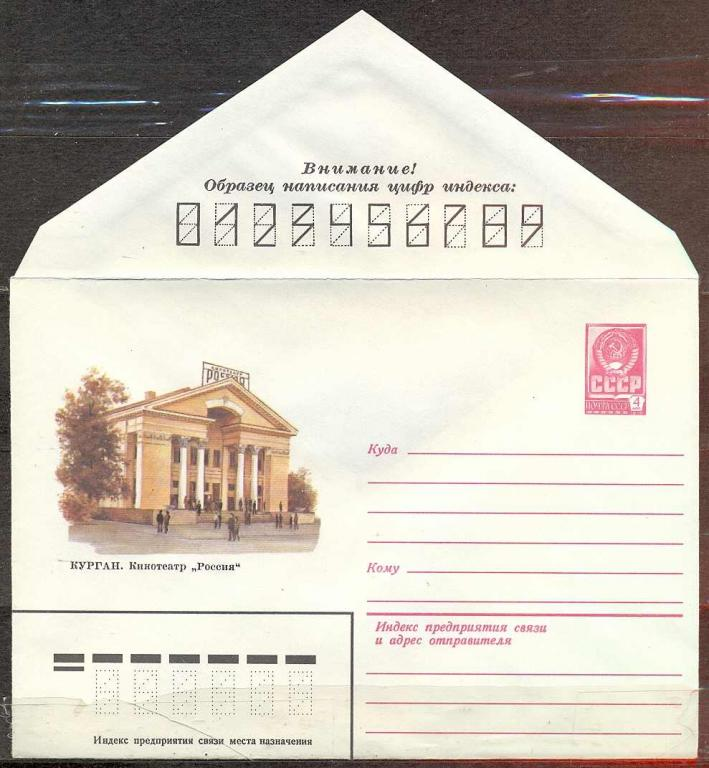
Кинотеатр «Россия».Почтовый конверт СССР

## История
Первый кинотеатр в Кургане назывался «Живые картины». Он открылся в 1905 году. Первый же стационарный кинотеатр в Кургане открылся в 1909 году, с помощью Георгия Швензова, и назывался он «Модерн». Из-за конкуренции кинотеатр «Модерн» пришлось закрыть, а на его месте появился новый кинотеатр «Эхо». Владельцем кинотеатра «Эхо» был  Матвей Селиванов из Бийска, который арендовал дом у Ивана Малышева, где и открыл синематограф. Просуществовав 2 года кинотеатр «Эхо» закрывается, а Иван Малышев решает открыть свой кинотеатр и добивается этой цели. Кинотеатр открылся 7 декабря 1912 года под названием «Лира», но просуществовал два года и впоследствии был закрыт.
Затем появился кинотеатр «Весь мир», но и ему не суждено было долго существовать, после ремонта в этом здании был открыт зимний театр «Новый мир». Ещё в 1911 году курганский купец Михаил Головизнин открывает кинотеатр «Прогресс», который просуществовал 90 лет, а в 2001 году был закрыт.

### Закрывшиеся кинотеатры
- «Живые картины» (1905)
- «Модерн» (15 сентября 1909—1910)
- «Эхо» (16 июля 1910—1912)
- «Лира» (1912—1914)
- «Весь мир» (1915—1918)
- «Прогресс», ул. Советская, 94 (29 августа 1911—2001, ныне Единый расчётный центр)
- «Рабочий» (ок. 1928)
- «Факел» (ок. 1932)
- «Учебное кино» (ок. 1932)
- «Родина», Городской сад им. В.И. Ленина (11 декабря 1959 — кино демонстрировалось до начала 1990-х. Здание сгорело при пожаре 26 мая 2001 года, позже было снесено)
- «Мир», ул. Гагарина, 1 (5 декабря 1960 — ныне магазины)
- «им. А. Матросова», ул. Гвардейская, 2 (6 декабря 1961 — ныне компания грузоперевозок)
- «Звездный», ул. Пролетарская, 40а (20 июля 1966 — кино демонстрировалось до начала 1990-х. Здание снесено весной 2013 года)
- «Курган», просп. Конституции, 60 (5 февраля 1977 — ныне культурный центр)
- «Премьер», ул. Пичугина, 15 (ныне — магазины)
- «Спутник», ул. Карбышева, 12а (ныне — центр культуры и досуга)
- «Кино&Club», ул. Куйбышева, 74а (ныне — магазины)
- «Арбат», ул. Карла Маркса, 70 (работал с 21 января 2010 по 2 октября 2013)

## Современное состояние

### Действующие кинотеатры
| Название      | Открыт                                           | Залов | Мест |
| ------------- | ------------------------------------------------ | ----- | ---- |
| «MEGAFILM»    | 3 декабря 2009                                   | 4     | 639  |
| «Россия»      | 1 мая 1957 (заново открылся 4 ноября 2009)       | 2     | 400  |
| «Современник» | 19 января 1989 (заново открылся 16 декабря 2009) | 1     | —    |